# Yoshiyuki Hasegawa
Yoshiyuki Hasegawa (長谷川 祥之, Hasegawa Yoshiyuki) est un footballeur japonais né le 11 février 1969 dans la préfecture de Kyoto au Japon.